# De Havilland Comet
El De Havilland DH.106 Comet (‘cometa’ en inglés) fue un avión comercial desarrollado por el fabricante aeronáutico británico De Havilland. El DH.106 Comet realizó su primer vuelo el 27 de julio de 1949, convirtiéndose de ese modo en el primer avión comercial a reacción (tanto el Tudor como el VC.1 Viking, equipados con motores Rolls-Royce Nene, volaron antes que el DH.106 Comet, aunque se trataban de aviones experimentales), lo cual supuso un hito en la historia de la aviación.
El Comet contaba con un diseño de buenas prestaciones aerodinámicas, con cuatro motores turborreactor De Havilland Ghost instalados en el interior de las alas, una cabina presurizada que reducía el ruido exterior y ventanas de gran tamaño.[cita requerida]
Sin embargo, después de unos pocos años desde su entrada en servicio, el fuselaje del Comet empezó a sufrir fallos, debidos a la fatiga del metal, motivados por los ciclos de presurización del fuselaje. Estos fallos causaron dos accidentes en los que la aeronave se hizo pedazos en pleno vuelo, ocasionando su retirada momentánea del servicio para descubrir cuál era el problema. El Comet tuvo que ser rediseñado con el fin de eliminar los errores detectados. Mientras tanto, los rivales de De Havilland desarrollaron sus propias aeronaves, aprendiendo de los errores cometidos en el Comet, siendo desarrollados el 707 y el Caravelle.[cita requerida]
A pesar de que las ventas no se llegaron a recuperar del todo, la última variante, denominada Comet 4, estuvo en servicio activo en la aviación comercial durante más de 30 años. Asimismo, el Comet se adaptó para diversos usos como avión militar, por ejemplo en tareas de vigilancia, transporte de personalidades, transporte de pasajeros y evacuación médica. La mayor de estas modificaciones se dio en un avión de patrulla marítima denominado Nimrod. Los Nimrod permanecieron en servicio activo con la Real Fuerza Aérea Británica (RAF) hasta su retirada en junio de 2011, más de 60 años después del primer vuelo del Comet.

## Desarrollo
En mayo de 1943 tuvo lugar la primera reunión del denominado Segundo Comité Brabazon, que a finales de ese mismo año emitió una serie de recomendaciones, una de las cuales, la llamada Tipo IV, correspondía a un transporte comercial propulsado a reacción.
Las distintas recomendaciones del Comité Brabazon se fueron asignando paulatinamente a las diferentes compañías del sector, y ello sucedió con el Tipo IV y De Havilland. Esta empresa estaba esquemáticamente dividida en una Compañía Aeronáutica, cuyo equipo de diseño estaba encabezado por R. E. Bishop y R. M. Clarkson, y una Compañía de Motores, cuyos ingenieros en jefe eran F. B. Halford y J. S. Moult. A principios de 1944, los dos equipos de De Havilland estudiaban conjuntamente el Tipo IV y, tras sopesar diversas posibilidades, en febrero de 1945 recibieron el visto bueno para avanzar con el proyecto DH.106. Por entonces los criterios de diseño eran todavía muy vagos y diferentes. La principal destinataria del avión, British Overseas Airways Corporation (BOAC), tampoco tenía muy clara la posible configuración del DH.106. 
Afortunadamente, De Havilland consiguió persuadir a BOAC y al Gobierno sobre la conveniencia de un transporte más convencional y también más versátil. El diseño comenzó en serio en septiembre de 1946, momento en que el Ministerio de Abastecimiento encargó dos prototipos. BOAC había adelantado en 1944 que necesitaría 25 aviones, pero el primer pedido, cursado en enero de 1947, contemplaba sólo la compra de ocho unidades. British South American Airways (BSAA) tenía por entonces encargados seis ejemplares, pero esta aerolínea se fusionó con BOAC y se canceló su pedido, incrementándose el de BOAC a nueve aparatos. El nombre Comet fue elegido en diciembre de 1947.

## Diseño

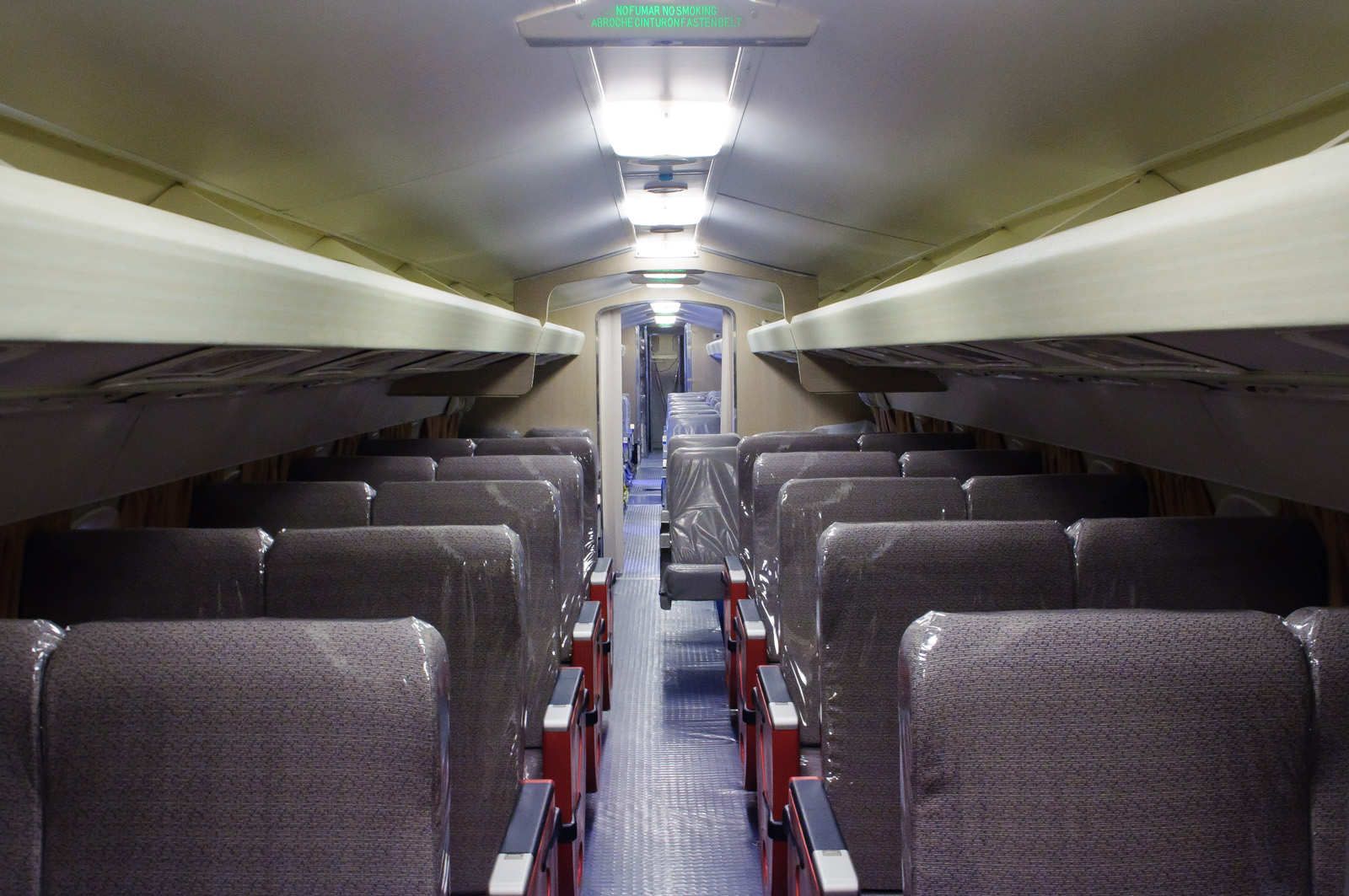
Primera clase de un Comet 4C de Mexicana de Aviación.

Debido a la revolucionaria naturaleza del nuevo Comet, se emprendieron programas paralelos a fin de asegurar su viabilidad tecnológica. El nuevo motor De Havilland Ghost fue probado en las góndolas externas del Lancastrian VM703 y en un Vampire especial de alta cota. Los mandos de vuelo asistidos Lockheed Servodyne se evaluaron minuciosamente en Farnborough, a bordo del Lancaster PP755, en tanto que los componentes de control se ensayaban en un DH.108 y en un Hornet. Incluso la aerodinámica sección de proa fue probada en un planeador Airspeed Horsa, principalmente para verificar la visibilidad desde cabina en condiciones de lluvia. La construcción de los prototipos progresó con buen ritmo y el primero, sin pintar y con la matrícula G-5-1, salió de Hatfield (Hertfordshire) el 25 de julio de 1949 y fue puesto en vuelo dos días más tarde, por el piloto de pruebas de De Havilland, John Cunningham.
Si bien el Comet resultó menos radical de lo que se pensaba, en realidad casi todos sus componentes eran innovadores, tanto desde el punto de vista de la aerodinámica como de la estructura, propulsión y sistemas. Básicamente, presentaba un ala de gran superficie, cuyos 20 º de flecha resultaban principalmente de su planta trapezoidal. Las superficies de cola eran, en cambio, rectas. Los tres largueros del ala, muy separados, atravesaban el fuselaje por debajo del piso de la cabina de pasaje y las secciones internas alares estaban abombadas a fin de alojar los turborreactores Ghost 50 de 2290 kg de empuje, con tomas de aire ovales en los bordes de ataque y largas toberas en los de salida. Se instalaron grandes flaps normales, así como flaps de intradós bajo las toberas. El borde de ataque del ala era fijo (sin hipersustentadores de borde de ataque), con una pequeña escuadra de guía aerodinámica en la sección externa alar, por delante del extremo interior del alerón de accionamiento asistido. Estrechos aerofrenos perforados aparecían por delante de las secciones externas de los flaps. El alargamiento alar era del 11 %. Con ello, el primer Comet presentaba una velocidad de entrada en pérdida baja y resultaba más fácil de volar que la mayoría de los transportes comerciales contemporáneos propulsados a pistón.
Con un diámetro de 3,05 m, el fuselaje de sección circular estaba presurizado a 0,58 kg/cm², a fin de conseguir una presión interior equivalente a 2440 m cuando el avión volaba a 12 200 m. Este valor era el doble de cualquier aparato comercial anterior. Una de las innovaciones principales era la utilización de la unión de los metales mediante el sistema Redux en la totalidad de la estructura. El proceso de desarrollo se mantuvo en gran secreto, como si de un modelo militar se tratara. Esta cautela se extremó a la hora de concebir la instalación de los motores, que finalmente fueron complementados por un motor cohete de propelente líquido, el De Havilland Sprite de 2270 kg de empuje, situado entre las toberas de los motores a fin de proporcionar empuje en despegue desde aeropuertos cálidos y altos. En contraste con anteriores aviones británicos, el Comet fue concebido para que alojase cuanto combustible fuese posible y, de hecho, la práctica totalidad de las alas, a excepción de los compartimentos de los motores y de los trenes de aterrizaje, constituía un enorme depósito integral, con capacidad para 27 500 litros (unas tres veces el combustible embarcado en un Lancaster). Otra innovación fue el repostaje de carburante a presión: se fijaba una ancha manga en una abertura del intradós del ala, con la que se podía suministrar combustible a un ritmo de una tonelada por minuto. La presurización de la cabina se conseguía sangrando aire de los motores, en tanto que más aire sangrado se utilizaba para deshelar las alas y las superficies de cola.

### Producción, servicio y primeras variantes
Sin duda, los riesgos técnicos globales eran muy elevados, y fue sólo gracias al importante prestigio de De Havilland que se permitió a la compañía iniciar el proceso de producción, con un pedido inicial de sólo ocho aparatos, que salían a un precio unitario de 250 000 libras esterlinas. Esta autorización se fundaba en la convicción de que producirían muchos más pedidos una vez entrase en servicio este revolucionario aparato. El acomodo del pasaje se distribuyó en filas de dos asientos a cada lado del pasillo central, y con el peso bruto inicial de 47 630 kg fue posible instalar 36 pasajeros, ocho de ellos en una cabina delantera separada. El limitado espacio resultante bajo el piso supuso que la bodega principal de equipajes se encontrase sobre el piso, por detrás de la espaciosa cabina de vuelo, diseñada para cuatro tripulantes: comandante, segundo, mecánico de vuelo y navegante.
Inevitablemente, cada vuelo del prototipo alcanzaba un nuevo récord, y se estableció que la totalidad de la carga útil podía ser transportada a una distancia de 2820 km a una velocidad de crucero de 790 km/h. Pintado con la librea de BOAC y asignada la matrícula G-ALVG, el certificado de aeronavegabilidad se recibió el 21 de abril de 1950. En diciembre de ese año, los antiestéticos trenes de aterrizaje principales de una sola rueda fueron reemplazados por limpios bogies de cuatro unidades, que posteriormente se normalizarían en los aviones de serie. Finalmente se eliminaron los motores cohete de asistencia al despegue, si bien se conservó su emplazamiento.
El primer avión de producción en serie alzó el vuelo el 9 de enero de 1951, y el 22 de enero del año siguiente se recibió el certificado de navegación sin restricciones en operaciones con pasaje, permitiendo así el inicio de los servicios regulares el 9 de mayo. La primera ruta del Comet fue de Londres a Johannesburgo, vía Roma, Beirut, Jartúm, Entebe y Livingstone, trayecto en el que tardaba un total de 24 horas.
Poco a poco comenzaron a aparecer otras aerolíneas completamente interesadas en el aparato y De Havilland mejoró el modelo básico en el Comet 1A, con el peso bruto aumentado hasta los 52 160 kg, mayor capacidad de combustible, 44 asientos e inyección de agua-metanol, a fin de producir empuje de los motores en aeropuertos cálidos y elevados. El primer comprador fue Canadian Pacific Airlines (CPA), seguida por Air France, UAT y las Reales Fuerzas Aéreas de Canadá. Para el Comet de nueva generación, De Havilland eligió el motor Rolls-Royce Avon y lo instaló en el Comet 2: los primeros Avon volaron en el prototipo Comet 2X el 16 de febrero de 1952. BOAC encargó once Comet 2, que utilizaban prácticamente la misma célula que la serie 1, pero alargada 91 cm a fin de conseguir una ventanilla adicional para el pasaje en cada costado del fuselaje. Tras BOAC se produjeron los pedidos de las compañías British Commonwealth Pacific, Japan Air Lines, LAV y Panair do Brasil, así como las de las aerolíneas que ya utilizaban el Comet 1A, Air France, UAT y CPA.
En la exhibición aérea de 1952 en Farnborough, De Havilland anunció el Comet 3. La mayor potencia de los motores Avon más recientes permitía un peso bruto de 65 770 kg, transformando al Comet 1 (de 44 asientos y 2280 km de alcance) en un transporte comercial realmente capaz y eficiente que podía llevar hasta 76 pasajeros a una distancia de 4350 km, y a una velocidad ligeramente superior. Con su fuselaje alargado en 434 cm por delante del ala, el Comet 3 adquiría un aspecto realmente moderno. En muy poco tiempo se confirmaron los pedidos de BOAC, Air India y Pan AM, y se esbozaron planes para abrir una tercera línea de montaje del Comet en la factoría que la propia De Havilland tenía en Chester. El prototipo del Comet 3 realizó su vuelo inaugural el 19 de julio de 1954, por la época en que se habían completado ya seis Comet 2 para BOAC, y más tarde demostró sus aptitudes volando sin escalas hasta Jartúm (Sudán), cubriendo la distancia de 4930 km en seis horas y media. Pero por entonces acaecieron otros hechos de signo mucho menos positivo.

### Accidentes y contratiempos
El primer accidente se produjo el 26 de octubre de 1952, cuando el Comet 1 G-ALYZ llevó a cabo un despegue desafortunado en Roma y se averió irreparablemente, si bien la tripulación y sus 42 pasajeros salieron sanos y salvos. El 3 de mayo de 1953 le sucedió algo parecido al CF-CUN de CPA, mientras despegaba a peso máximo desde el cálido aeropuerto de Karachi. Esta vez, sin embargo, murieron todas las personas que iban a bordo. Las causas estribaban en haber intentado el despegue sin alcanzar la adecuada velocidad de rotación, provocando que el avión discurriese por la pista con el ala en pérdida, a que la excesiva resistencia dificultase la aceleración y que todo el ángulo de incidencia de la toma de aire redujese el empuje. Todo ello se solventó modificando el borde de ataque alar y dictando nuevas normas a fin de que no se intentase el despegue hasta conseguir la necesaria velocidad de rotación.
Pero mayor gravedad revistió la destrucción en pleno vuelo del G-ALYV mientras se elevaba de Calcuta el 2 de mayo de 1953, día que se celebraba el primer aniversario de las operaciones de BOAC con el Comet. Desgraciadamente, la zona estaba afectada por las turbulencias propias de los monzones y no se emprendió la más mínima investigación para averiguar si la causa del desastre estaba en el mal tiempo o en un posible fallo estructural del avión.
Dos siniestros similares ocurridos en 1954, el 10 de enero (Vuelo 781 de BOAC) y el 8 de abril (Vuelo 201 de SAA), en el Mediterráneo por causas no establecidas obligaron a que toda la flota de Comet quedara inmovilizada en tierra para ser investigada. El Gobierno de Gran Bretaña, representado por Winston Churchill, designó al Royal Aircraft Estasblishment la investigación del accidente, y esta institución nombró al ingeniero Arnold A. Hall como investigador dedicado. Después de que en febrero de 1955 se recuperaran y analizaran fragmentos de los aviones siniestrados, se encontró que, tal como se sospechaba, se trataba de un caso de fatiga del metal, un fenómeno poco conocido científicamente hasta ese momento. Hall sospechaba que esta era la causa de los desastres, pero debía demostrarlo con hechos. Para ello, se desmontó un De Havilland Comet y se construyó un depósito de agua alrededor del fuselaje, dejando las alas fuera, en el que el fuselaje quedó sumergido, para poder bombear agua a presión dentro del fuselaje y luego liberarla, mientras se sometían las alas a movimientos de abajo hacia arriba con pistones hidráulicos, todo esto para simular condiciones de vuelo y ciclos de presurización/despresurización de la cabina. Luego de un tiempo de someterse al fuselaje a este ajetreo, después de numerosos ciclos de presurización-despresurización, el fuselaje finalmente explotó en el depósito de agua, exponiendo claramente el fallo, y se comprobó que el delgado metal del fuselaje alrededor de las ventanas rectangulares y grandes del Comet comenzaba a agrietarse y finalmente causaba una descompresión explosiva de la cabina y fallo estructural catastrófico. Ahí se supo que la energía de la compresión fatigaba particularmente los ángulos rectos de las ventanillas, iniciándose allí las grietas, lo que llevó a la adopción de ventanillas de menor superficie y de forma oval, para evitar ángulos rectos y dispersar así la energía proveniente de la presurización. Nunca se ha sabido el por qué De Havilland utilizó aberturas rectangulares en el fuselaje del avión con mayor grado de presurización hasta la fecha.
Durante unos cuantos meses, la totalidad del proyecto Comet quedó en una posición más que difícil. Se cancelaron todos los pedidos de exportación y se devolvieron a factoría todos los Comet 1A en servicio, excepto los de la RCAF que, sin más contemplaciones, fueron modificados con ventanillas ovales y revestimientos más gruesos y sirvieron en las filas del 412 Squadron hasta 1956. Los demás Comet 1 y Comet 1A fueron utilizados en programas de evaluación o, simplemente, enviados al desguace. Los Comet 2 fueron reconstruidos con aberturas ovales y revestimientos más gruesos y entregados a partir de junio de 1956 al Mando de Transporte de la RAF, cuyo 216 Squadron logró un récord de utilización intensiva hasta abril de 1967. Las líneas de montaje de Belfast y Chester fueron dedicadas a otros programas más seguros.

### Últimos desarrollos

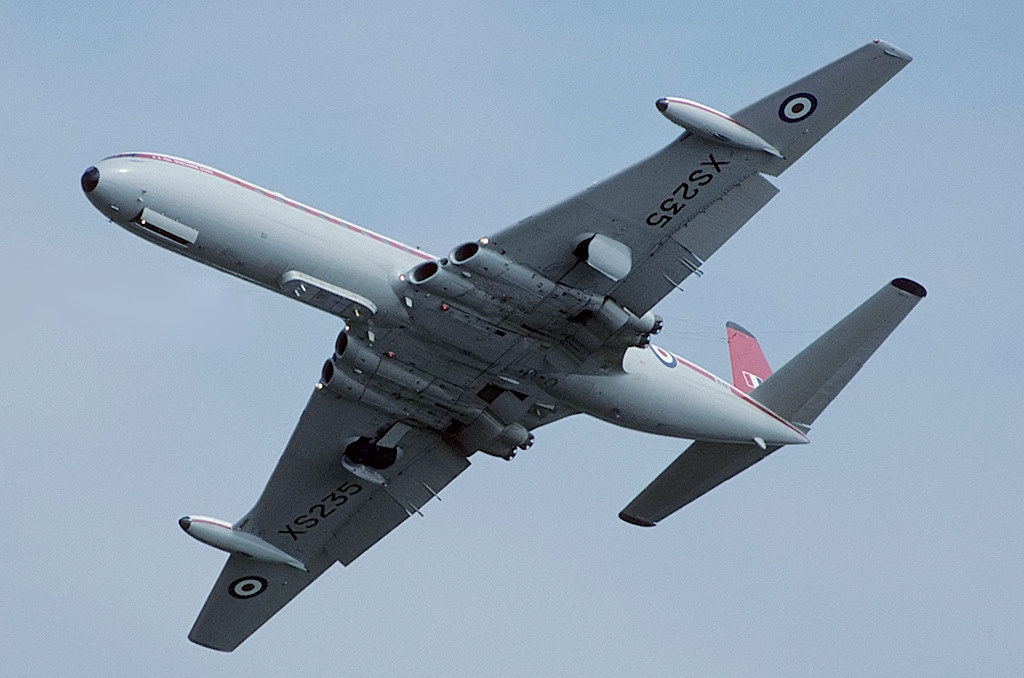
Comet 4C de la Real Fuerza Aérea Británica.

Dos Comet 2 fueron transferidos a Rolls-Royce para su uso en el desarrollo de los motores Avon más potentes utilizados por el Caravelle francés, empleándose también en prospección de rutas para BOAC, mientras que otros tres aparatos con el fuselaje original, pero desprovistos de presurización, sirvieron como plataformas de lucha electrónica en el seno del 51 Escuadrón de la RAF, basado en Wyton. Pero la gran incógnita estaba ahora en ver si De Havilland conseguiría vender un derivado completamente rediseñado del Comet 3 o si la imagen del producto había quedado tan deteriorada que resultaba inaceptable para las compañías aéreas y para el gran usuario. La respuesta al dilema llegó en febrero de 1955, cuando BOAC anunció su intención de adquirir 19 Comet 4, similares a los Serie 3 (que desde el principio habían llevado ventanillas ovales), pero con mayor capacidad de carburante y superior alcance, y con un peso bruto de 70 760 kg, que más tarde llegó hasta los 73 480 kg. Este modelo resultó ser un aparato muy capaz, pero su principal problema radicaba en aparecer en pleno apogeo de los 707 y DC-8. Así, por razones meramente competitivas, la carrera comercial del Comet 4 comenzó sobre el Atlántico Norte el 4 de octubre de 1958, adelantándose en 22 días al primer vuelo de los 707 de la Pan Am, aunque de hecho el Comet 4 no había sido concebido para esa ruta. Los propios Boeing 707-420 de BOAC reemplazaron al Comet 4 en la ruta del Atlántico Norte al cabo de poco menos de un año. Otros Comet 4 se vendieron a Aerolíneas Argentinas y East African.
La flota de 19 Comet 4 de BOAC demostró que por fin De Havilland había creado un aparato comercial seguro y ninguno de ellos fue vendido de segunda mano hasta 1965, en una época en que las transacciones de aviones usados estaban al orden del día. El primer pedido de exportación, en 1956, fue por cuatro Serie 4 y por 10 de un nuevo modelo de corto alcance, menor envergadura y fuselaje largo, el Comet 4A, para Capital Airlines, de Washington. La Serie 4A estaba especialmente reforzada para elevadas velocidades a baja cota, pero sufrió un importante revés cuando Capital fue absorbida por la poderosa United Airlines, que canceló el pedido. Pero, por entonces, BEA estaba interesada en el aparato y (para disgusto de los franceses, que alegaban que el Sud Aviation Caravelle hacía lo mismo que el Comet, pero con dos motores en vez de cuatro), en abril de 1958 la compañía británica encargó seis Comet 4B, posteriormente ampliados a 14. La aerolínea griega Olympic firmó un contrato por otros cuatro. Esta versión llevaba las alas más cortas y superior carga útil, y sin esfuerzo podía transportar a 100 pasajeros sobre una distancia de 5390 km, cosa que, evidentemente, no podía decirse del Caravelle. De Havilland puso punto final al programa casando el fuselaje alargado con voluminosos depósitos fuselados en los bordes de ataque alares, obteniendo así el Comet 4C.
El Comet 4C fue el modelo más afortunado de todos, siendo adquirido por Mexicana de Aviación, Misrair (Egyptair), Aerolíneas Argentinas, MEA, Sudán y Kuwait. Aunque se produjeron 30 ejemplares de este modelo, los últimos se construyeron sobre una base puramente especulativa, de modo que fueron a parar a manos del rey Ibn Saud de Arabia Saudita, cinco al 216 Squadron de la RAF, uno al A & AEE de Boscombe Down y los dos últimos a la factoría de Hawker Siddeley en Mánchester, donde sirvieron de punto de partida para los primeros Nimrod de patrulla marítima, derivados militares del Comet.

## Variantes
DH.106 Comet
Dos prototipos (G-ALVG y G-ALZK) con motores Ghost 50 y aterrizadores de una rueda; provisión para cohetes Sprite.
Comet 1
Nueve aviones de producción para BOAC, con aterrizadores principales de bogies, motores Ghost 50-1 y sin cohetes (G-ALYP/S y G-ALYU/Z).
Comet 1A
Diez aviones con más combustible (31 395 litros) e inyección de agua-metanol; vendidos a CPA, AF, UAT y la RCAF.
Comet 2X
Un avión (G-ALYT), bancada de pruebas del motor Rolls-Royce Avon 501; avión de desarrollo para el Comet 2, realizó su primer vuelo el 16 de febrero de 1952.
Comet 2
Incorporaba un fuselaje alargado en 0,91 m y capacidad de combustible aumentada; el Comet 2 acomodaba a un máximo de 44 pasajeros y su planta motriz consistía en cuatro motores Rolls-Royce Avon 503 de 2948 kgf de empuje; el primero de los 12 ejemplares encargados por BOAC realizó su vuelo inaugural el 27 de agosto de 1953, pero después de los accidentes de los Mk 1, las células fueron reconstruidas y dotadas de ventanillas de cabina redondas y de revestimiento más grueso; 11 ejemplares fueron entregados al Mando de Transporte de la RAF y utilizados por el 216 Squadron; entre ellos figuraban dos entrenadores de tripulaciones Comet T.Mk 2 y ocho transportes Comet C.Mk 2; otros tres ejemplares fueron equipados con sistemas electrónicos especializados y destinados a los Squadrons 51 y 192 del 30 Group.
Comet 2E
Dos aviones con motores Avon 504 en las góndolas interiores y Avon 524 en posiciones exteriores.
Comet 3
Un prototipo (G-ANLO) con fuselaje alargado y motores Avon 522 y más tarde Avon 523 reconstruido en la serie 3B.
Comet 3B
Reconstrucción del G-ANLO como prototipo de la serie 4B; con alas acortadas, Avon 525 y otros cambios; reconstruido finalmente como laboratorio para aterrizajes instrumentales.
Comet 4
Versión de serie del Mk 3 destinada a operar en el Atlántico Norte, con motores Avon 524 de 4763 kgf de empuje y capacidad para 78 pasajeros; 19 ejemplares fueron encargados por BOAC, el primero de los cuales realizó su primer vuelo el 27 de abril de 1958; se fabricó un total de 27 ejemplares. Seis de ellos para Aerolíneas Argentinas y dos para East African Airways.
Comet 4B
Versión de corto alcance, presentaba un fuselaje más largo (35,37 m) y ala acortada, con motores Avon 525B; construido para BEA (14 unidades) y Olimpic Airways (4); el primer ejemplar voló el 27 de junio de 1959.
Comet 4C
Último modelo de producción; combinaba el fuselaje alargado del Comet 4B con el ala del Comet 4; el primero de los tres ejemplares de Mexicana fue utilizado para pruebas de certificación y desarrollo y realizó su vuelo inaugural el 31 de diciembre de 1959; otros clientes fueron Aerolíneas Argentinas (1), East African Airways (1), el rey Ibn Saud de Arabia Saudita (1), Middle East Airlines (4), Misrair (9), el Royal Aircraft Establishment (1), la RAF (5) y Sudan Airways (2). Los dos últimos fueron completados como "Nimrod": el XV147, con motor Avon, y el XV148, con motor Spey; el XV148 fue utilizado como bancada de pruebas.
La empresa Hawker Siddeley fue luego adquirida por British Aerospace, hoy día BAE Systems.

## Operadores

### Civiles
Arabia Saudita
- Gobierno de Arabia Saudita
- Rey Saud de Arabia Saudita

 Argentina
- Aerolíneas Argentinas

 Canadá
- Canadian Pacific Airlines

 Chipre
- Cyprus Airways

Comunidad Africana Oriental (Kenia, Tanzania, Uganda)
- East African Airways

 Ecuador
- AREA

 Egipto
- Egyptair
- Misrair
- United Arab Airlines

 Estados Unidos
- Capital Airlines (Pedido pero nunca se llegó a utilizar)

 Francia
- Air France
- Union Aéromaritime de Transport
- UTA Union des Transports Aeriens

 Grecia
- Olympic Airlines

 Kuwait
- Kuwait Airways

 Líbano
- Middle East Airlines

 Malasia
- Malaysia Airlines
- Malaysia-Singapore Airlines

 México
- Mexicana de Aviación

 Reino Unido
- BEA Airtours
- British European Airways (BEA)
- British Overseas Airways Corporation (BOAC)
- Channel Airways
- Dan-Air

 Sri Lanka (Ceylon)
- Air Ceylon

 Sudán
- Sudan Airways

 Venezuela
- Aeropostal: se realizó un pedido pero nunca se llegó a operar.

### Militares
Canadá
- Real Fuerza Aérea Canadiense

 Reino Unido
- Real Fuerza Aérea
- Royal Aircraft Establishment

## Especificaciones

### Características generales
- Tripulación: Cuatro (dos pilotos, un navegante y un mecánico de vuelo)
- Capacidad: 36-44 pasajeros
- Longitud: 28,6 m (93,9 ft)
- Envergadura: 35 m (114,8 ft)
- Altura: 9 m (29,5 ft)
- Superficie alar: 188,3 m² (2026,9 ft²)
- Peso cargado: 47 600 kg (104 910,4 lb)
- Planta motriz: 4× turborreactor De Havilland Ghost 50.
  - Empuje normal: 22,2 kN (2264 kgf; 4991 lbf) de empuje cada uno.

### Rendimiento
- Velocidad máxima operativa (Vno): 725 km/h (451 MPH; 391 kt)
- Alcance: 2400 km (1296 nmi; 1491 mi)
- Techo de vuelo: 12 800 m (41 995 ft)

### Aviónica
- Un radar meteorológico EKCO E160 en la ojiva[33][34]

### Comet 4
Referencia datos: Darling

### Características generales
- Tripulación: Cuatro (dos pilotos, un navegante y un mecánico de vuelo)
- Capacidad: 56-109 pasajeros
- Longitud: 34 m (111,5 ft)
- Envergadura: 35 m (114,8 ft)
- Altura: 9 m (29,5 ft)
- Superficie alar: 197 m² (2120,5 ft²)
- Peso vacío: 34 200 kg (75 376,8 lb)
- Peso cargado: 73 470 kg (161 927,9 lb)
- Planta motriz: 4× turborreactor Rolls-Royce Avon Mk 524.
  - Empuje normal: 46,8 kN (4772 kgf; 10 521 lbf) de empuje cada uno.

### Rendimiento
- Velocidad máxima operativa (Vno): 810 km/h (503 MPH; 437 kt)
- Alcance: 5190 km (2802 nmi; 3225 mi)
- Techo de vuelo: 12 000 m (39 370 ft)

## Aeronaves relacionadas

### Desarrollos relacionados
- Hawker Siddeley Nimrod
- Hawker Siddeley Nimrod R1
- British Aerospace Nimrod AEW3
- BAE Systems Nimrod MRA4

### Aeronaves similares
- FMA Cóndor
- Avro Jetliner
- Boeing 707
- Convair 880
- Douglas DC-8
- Sud Aviation Caravelle
- Tupolev Tu-104

### Secuencias de designación
- Secuencia DH._ (interna de De Havilland): ← DH.103 - DH.104 - DH.105 - DH.106 - DH.107 - DH.108 - DH.109 →